# Halina Wyrodek
Halina Wyrodek-Dziędziel (ur. 4 kwietnia 1946 w Olkuszu, zm. 12 sierpnia 2008 w Krakowie) – polska aktorka, piosenkarka, gwiazda kabaretu „Piwnica pod Baranami”.

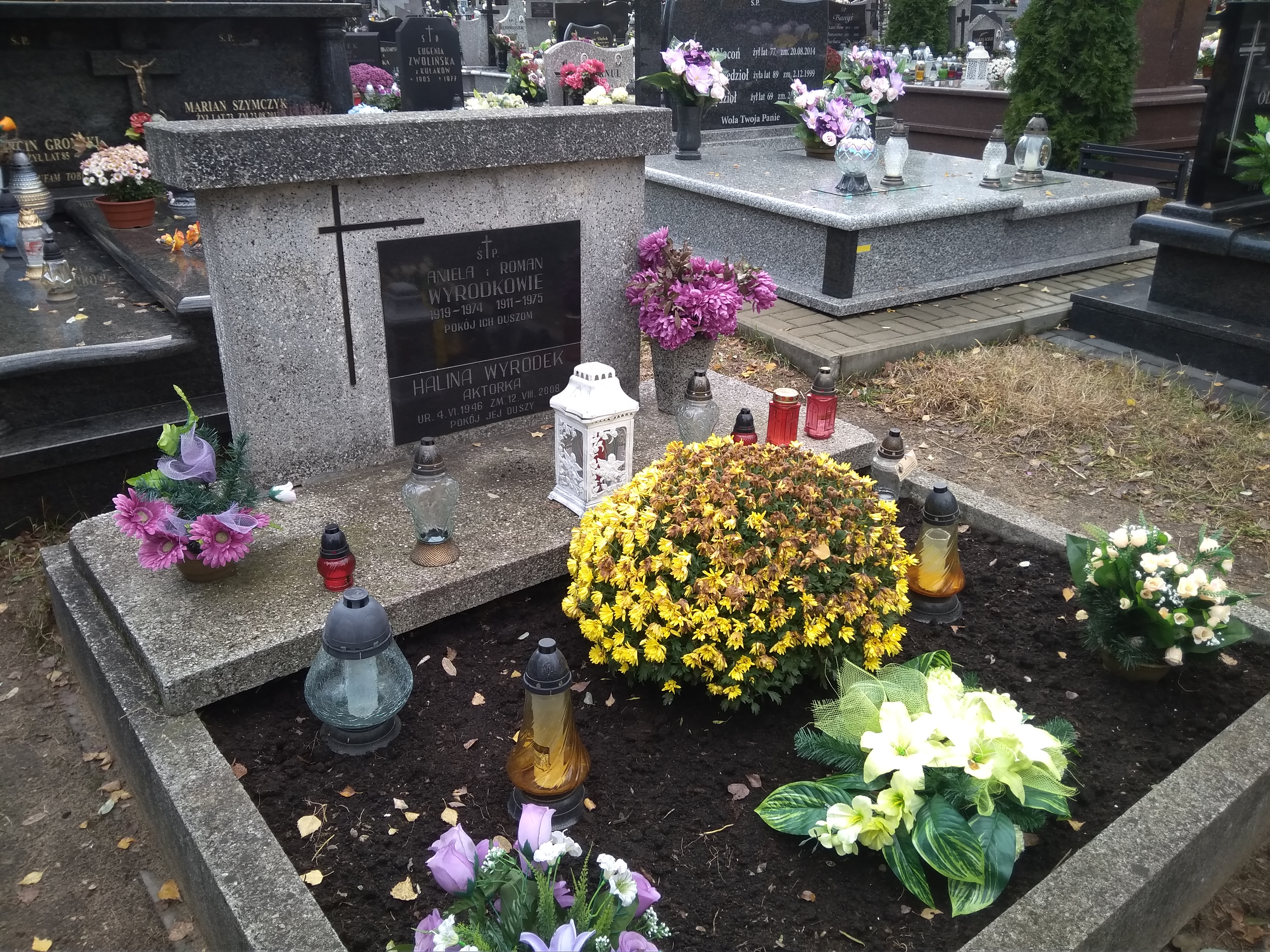
Grób Haliny Wyrodek na Cmentarzu Parafialnym w Olkuszu (sektor IIPB, rząd 13, grób nr 15)

## Życiorys artystyczny
W 1969 ukończyła z wyróżnieniem krakowską PWST. W 1974 zadebiutowała w „Piwnicy” w spektaklu z okazji jubileuszu urodzin J. I. Kraszewskiego. Później występowała w wielu przedstawieniach, stając się ważną osobowością kabaretu. Interpretowała utwory do słów m.in. Baczyńskiego, Witkacego, Szekspira, Leśmiana i Poświatowskiej. Jej najbardziej znaną piosenką kabaretową jest Ta nasza młodość, skomponowana przez Zygmunta Koniecznego do słów wiersza Tadeusza Śliwiaka. Utwór ten w jej interpretacji został stałym punktem repertuaru „Piwnicy pod Baranami”, stając się jednym z hymnów kabaretu.
W latach 1969–1991 Wyrodek była aktorką Teatru im. Juliusza Słowackiego w Krakowie. Od 1992 wchodziła w skład zespołu Teatru STU. W 2000 na XXXV Ogólnopolskim Przeglądzie Teatrów Małych Form w Szczecinie otrzymała nagrodę za rolę Erny w przedstawieniu Prezydentki Wernera Schwaba, wyreżyserowanym przez Grzegorza Wiśniewskiego i wystawianym przez Teatr STU.
Występowała również w Teatrze Telewizji oraz filmach fabularnych i telewizyjnych.
Nagrała jedną płytę, pt. Ta nasza młodość, wydaną w 1997 (Art-CD). Pięć lat później wznowiło ją Polskie Radio w serii: „Artyści Piwnicy pod Baranami”. Na płycie znajdują się najbardziej znane piosenki z repertuaru artystki, m.in. Ta nasza młodość, Sonet, Jaka szkoda, Zabij ten lęk, Panieneczki, Szał i Ballada o żołnierzu i śmierci.

## Życie prywatne
Jej rodzicami byli Aniela i Roman Wyrodkowie. Była żoną aktora Mariana Dziędziela.
Halina Wyrodek zmarła 12 sierpnia 2008 w Szpitalu Miejskim Specjalistycznym im. Gabriela Narutowicza w Krakowie. Przyczyną śmierci była długotrwała choroba nowotworowa. 18 sierpnia 2008 została pochowana w rodzinnym grobie na cmentarzu w Olkuszu, spoczęła obok matki i ojca.

## Filmografia
- Opowieść w czerwieni (1974) jako Aniela
- Strach (1975) jako Danka
- Wodzirej (1977) jako gospodyni
- Pejzaż horyzontalny (1978) jako żona Kędziorka
- Układ krążenia (1978) jako mieszkanka Moczar – serial TV, odc. 4
- Zmory (1978) jako Róża, służąca Komendów
- Ślad na ziemi (1978) jako Wiesia  – serial TV, odc. 4
- Cham (1979) jako Ula, siostra Pawła
- Szansa (1979) jako nauczycielka
- Grzeszny żywot Franciszka Buły (1980) jako matka Buły
- Party przy świecach (1980) jako „Aniołek”
- Białe tango (1981) jako Jadwiga – serial TV, odc. 5, 8
- Odlot (1982) jako koleżanka Stępień – serial TV, odc. 3, 4
- Ta nasza młodość (1982)
- Na straży swej stać będę (1983)
- Kobieta z prowincji (1984) jako przyjaciółka Andzi
- Kochankowie mojej mamy (1985) jako dozorczyni
- Na kłopoty… Bednarski (1986) jako prostytutka Greta – serial TV, odc. 4, 6
- Opowieść Harleya (1987) jako matka Igorka
- Marcowe migdały (1989) jako Ela, żona Heńka, sublokatorka Tomka
- Modrzejewska (1989) – serial TV, odc. 6
- Dwa księżyce (1993) jako Kubikowa
- Kraj świata (1993) jako funkcjonariuszka z monitorowni komendy
- Spis cudzołożnic (1994) jako kobieta w wizji Gustawa
- Autoportret z kochanką (1996) jako ciotka
- Baśń o Pączkowej (1996) jako Pączkowa
- Sława i chwała (1997) jako wiejska kobieta – serial TV, odc. 7
- Sztos (1997) jako matka Beaty
- Świat według Kiepskich (2001 i 2008) jako najważniejsza z Muz/Maria Zaduszna – serial TV, odc. 68, 293
- Na dobre i na złe (2002) jako mama Michała – serial TV, odc. 105
- Królowa chmur z cyklu Święta polskie (2003) jako kierowniczka domu starców
- Vinci  (2004) jako matka Cumy
- Pensjonat pod Różą (2005) jako Jadźka – serial TV
- Dwie strony medalu (2007) jako sekretarka burmistrza – serial TV, odc. 1, 2, 12

## Teatr Telewizji
- Barbarzyńcy – sceny z miasta powiatowego (1971) jako Maria Wiesiełkina
- Wielki testament (1972) jako Ruda Małgośka
- Płatonow (1975) jako Katarzyna
- Zaklęcia (1976)
- Zawisza Czarny (1977) jako Lirenka
- Kucharki (1981) jako Jurna
- Samobójca (1988)
- Noc Walpurgii albo kroki Komandora (1991) jako Tamarka
- Siedem pięter (1994) jako pielęgniarka
- Zwierzoczłekoupiór (1995) jako kobieta
- Bal błaznów (1996)
- Dzieci z Bullerbyn (1996) jako Agda
- Diabelski patrol (1997) jako woźna
- Pielgrzymi (2002) jako Janina Strzelista